# Ябель
Ябель (нем. Jabel) — община в Германии, в земле Мекленбург-Передняя Померания.
Входит в состав района Мюриц. Подчиняется управлению Зеенландшафт Варен. Население составляет 568 человек (на 31 декабря 2010 года). Занимает площадь 66,39 км².